# Ataques de perros peligrosos a personas

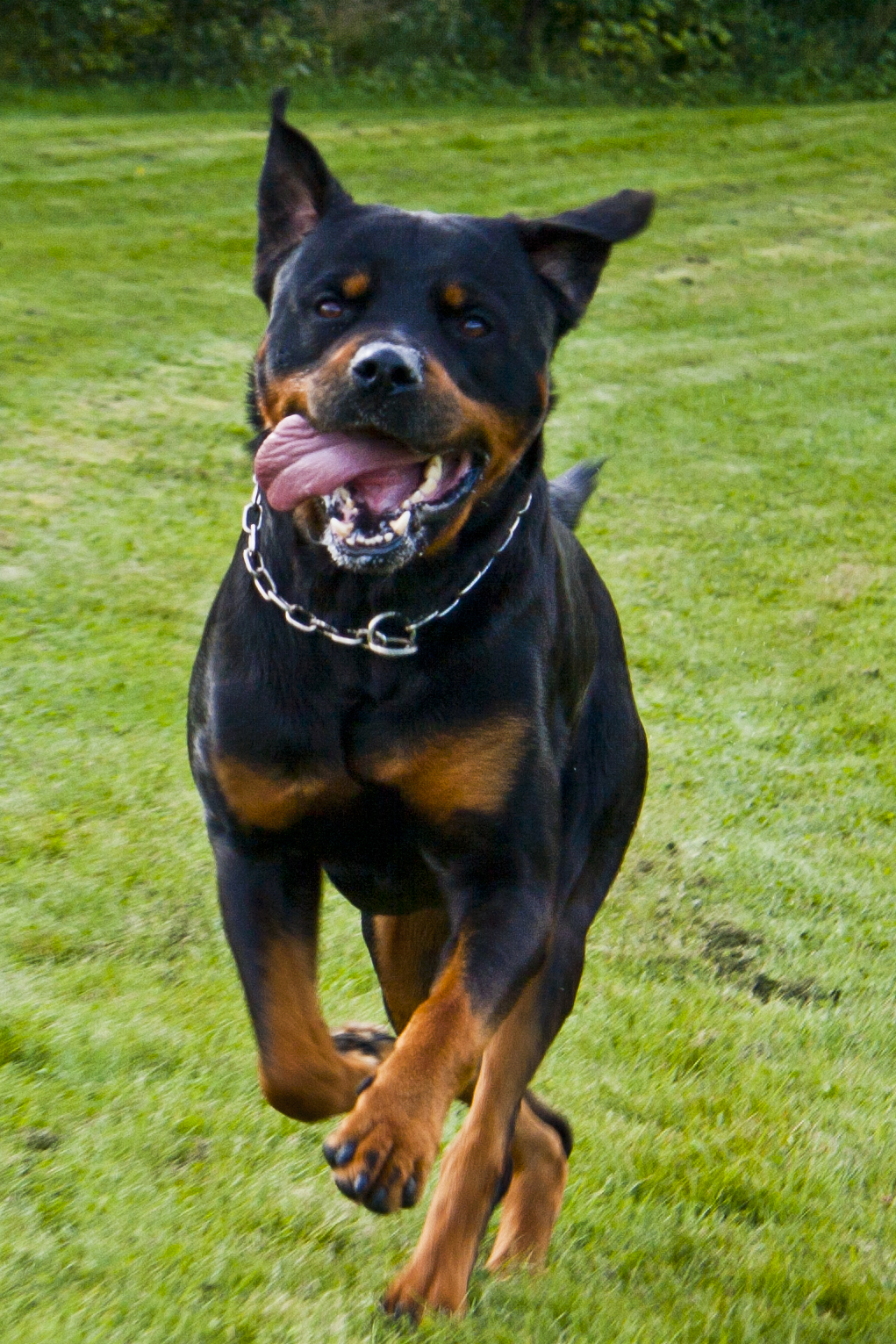
Algunos expertos consideran que el principal culpable del ataque de un perro es su dueño.

Los ataques de perros peligrosos a personas consisten en ataques de razas de perros potencialmente peligrosos, es decir, aquellas razas caninas que por sus características físicas son consideradas de manejo especial, hacia humanos. El término de perros o caninos potencialmente peligrosos se encuentra recogido, en el ámbito hispanohablante, en legislaciones de algunos países como Colombia y España.

## Causas
La causa más frecuente de los ataques graves a personas es la predación. El perro con fuerte impulso de caza puede activarse en predación ante un estímulo que lo desencadene, ya sea el chillido o el llanto de un niño, la huida o simplemente una actitud de miedo por parte de la persona, llegando a generar un bloqueo nervioso en presa que lo conduzca, en el peor de los casos, a comerse a la persona.
Otras causas frecuentes de agresiones menos graves son la incorrecta socialización en etapas tempranas del cachorro que provocan inseguridad o asociaciones incorrectas en el adulto, la protección natural, la territorialidad y la posesividad, con claros avisos previos a la agresión por parte del perro. En estos casos la agresión se puede evitar fácilmente y, de darse, no suele ser de gravedad ya que lo que el perro pretende es que lo que para él supone un conflicto desaparezca de la escena, permitiendo huir a la persona. el canino se comio a la persona
La frustración provocada por una valla o la misma correa también puede provocar en el perro una agresión fugaz de poca gravedad hacia lo que tenga más cerca, incluso su dueño.
En cualquier caso, la responsabilidad siempre será del dueño del cachorro, que debe conocer las características de su animal, educarlo, tomar las medidas de seguridad pertinentes y controlarlo de manera eficaz en todo momento.
Aunque algunos expertos coinciden en culpar al miedo como el motivo principal de las mordeduras y ataques de un perro, lo cierto es que un perro con miedo solo agrede si no se le permite la opción de huir, y nunca será una agresión de gravedad. Los propietarios de estos animales mal socializados, que muestran agresión como estrategia ante una emoción de miedo, deben instruirse en habituarlos y explicar correctamente el mundo y la sociedad que rodea a su perro.

## Síntomas anteriores al ataque de un perro
Antes de morder, los perros normalmente mostrarán signos de agresión.
1. Ladrar/gruñir.
2. Adopción de una postura agachada o de acecho.
3. Contracción del labio superior mostrando dientes y encías.

## Factores que pueden llevar a un ataque
1. Incorrecta socialización del perro hacia su entorno.
2. Fisiológico: Enfermedad, dolor o desequilibrio psíquico.[5]
3. Maltrato o entrenamiento en defensa.
4. Natural: territorialidad, defensa, competitividad o posesividad.
5. Estrés crónico. La no satisfacción de sus necesidades naturales.
6. Falta de adiestramiento.
7. Pulsión exacerbada de caza y presa incorrectamente canalizada.

## Cómo actuar durante el ataque de un perro peligroso
Veterinarios, criadores y expertos alertan de que la mayoría de ataques registrados tienen como víctimas a niños o ancianos, y, lo más inquietante, los ataques suelen provenir de animales que conviven con la propia familia.
Ante un ataque, lo primero es actuar fríamente, aunque nos resulte difícil. Cuando el perro muerde no es conveniente tirar para soltarse, este gesto acrecentará la fuerza de la mordedura del animal y aumentará el riesgo de lesiones. Tampoco se recomienda golpear al animal o gritar, ya que esto aumentará su agresividad, se debe ahogar al animal con la ayuda de una correa, cuerda, cordón, cinturón o lo primero que se tenga a mano, en la parte alta del cuello, con calma, hasta conseguir que suelte.

## Ataques en el mundo
Casos sensacionales en el mundo:
| Fecha      | Víctima                    | Perro (Número)                       | Circunstancias |
| ---------- | -------------------------- | ------------------------------------ | --- |
| 05/04/2024 | Roseana Murray, 73, Mujer  | Pit bull (3)                         | Brasil — La escritora brasileña fue víctima de un ataque de tres perros. Ella sobrevivió, gravemente herida.                                                               |
| 07/01/2023 | Philemon Mulala, 60, Varón | Mestizos de pit bull (3)             | Sudáfrica — Lo mataron sus 3 perros, llamados Prosper, Blessing y Bulldozer.                                                                                               |
| 28/03/2021 | 12, Varón                  | Pit bull (6)                         | México — Un niño de 12 años en condición de discapacidad fue atacado brutalmente por 6 perros.                                                                             |
| 16/11/2019 | Elisa Pilarski, 29, Mujer  | Pit bull terrier americano           | Francia — Una joven embarazada muere tras ser atacada por el perro de su novio en Francia.                                                                                 |
| 05/02/2019 | 34, Mujer                  | Perros (Jauría)                      | México — Mujer muere tras ser atacada brutalmente por una jauría de perros.                                                                                                |
| 26/06/2000 | Volkan Kaya, 6, Varón      | Pit bull, Staffordshire bull terrier | Alemania — Dos perros saltaron al patio de un colegio y atacaron a unos 10 niños, dejando dos heridos y un muerto. La policía abatió a los perros y detuvo a dos personas. |

Véase también: 
Lista de ataques fatales de perros (en inglés).

## Situación en España
En el año 2018, en distintos municipios españoles se informó de terribles episodios de ataques de perros peligrosos a personas, en especial hacia niños y ancianos. De los más de 60 millones de perros, solo se contabilizaron ataques a personas por parte de 21 razas. Los expertos alertaron de que la culpa no era de los animales, sino de los dueños.

## Ataques en España
| Fecha      | Víctima                             | Perro (Número)                                      | Circunstancias |
| ---------- | ----------------------------------- | --------------------------------------------------- | --- |
| 24/10/2023 | Josefa Bravo, 96, Mujer             | American Bully x American Staffordshire Terrier (2) | Región de Murcia, Alguazas — Anciana de 96 años muere atacada en su domicilio por dos perros que se escaparon de otra finca. |
| 23/10/2023 | 27, Mujer                           | Mastín Leonés (3) Carea Leonés (2)                  | Castilla y León, Zamora, Roales de Pan — Mujer de 27 años, muere atacada por una jauria de perros (2 mastines y 2 perros de caza) cuando daba un paseo. |
| 23/02/2023 | Anne Shields, 67, Mujer             | Pit bull                                            | Comunidad Valenciana, Macastre — Mujer de 67 años años, muere atacada por un perro de otra persona que ella cuidaba. Fue advertida por la veterinaria que atendió al animal de que era peligroso y que no debía de hacerse cargo.                                                        |
| 30/04/2022 | 26, Varón                           | Pit bull                                            | Comunidad Valenciana, Castellón, Nules — Hombre de 26 años, muere atacado por su perro en su domicilio. |
| 05/09/2021 | 4, Varón                            | Pastor belga malinois                               | Andalucía, Córdoba, Lucena — Muere un niño de 4 años al ser atacado en su dormitorio por uno de los perros que vigilaban la casa. El animal destinado a la protección exterior de la vivienda entró en el inmueble de madrugada y atacó al niño causándole la muerte.                    |
| 10/01/2021 | 32, Varón                           | American Staffordshire Terrier                      | Cataluña, Gerona — Muere un hombre de 32 años en la localidad de Cassá de la Selva al ser atacado por el perro de un amigo que paseaba el fallecido. |
| 2020       | 81, Varón                           | Mestizos de bóxer (1-3)                             | Andalucía, Sevilla — Hombre de 81 años muere en Villaverde del Río en una parcela de su propiedad por el ataque de tres perros propiedad de un vecino que los había encerrado en la parcela del fallecido.                                                                               |
| 29/09/2019 | 47, Varón                           | Rottweiler                                          | Comunidad de Madrid, Coslada — Hombre de 47 años muere en Coslada atacado por su propio perro. |
| 08/01/2019 | 81, Varón                           | Rottweiler                                          | Comunidad de Madrid — Hombre de 81 años muere en Madrid atacado por su propio perro. |
| 21/11/2018 | 57, Mujer 41, Mujer                 | Dogo de buredos (2)                                 | Comunidad de Madrid — Una madre y su hija mueren en la localidad madrileña de Colmenar de Oreja, después de ser atacadas por sus perros, de la raza dogo de burdeos. |
| 3/10/2018  | 1                                   | Perro                                               | Tenerife — El perro de la familia atacó al bebé. |
| 03/01/2018 | 1, Varón                            | Rottweiler (2)                                      | País Vasco — Un niño de 15 meses y su abuela sufrieron heridas por las mordeduras de dos rottweilers. |
| 01/01/2018 | 70, Varón                           | Perros (3-4)                                        | Comunidad Valenciana — Un vecino de la Vall d'Uixó, Castellón, de 70 años de edad, falleció tras ser atacado por un grupo de entre tres y cuatro perros. |
| 2018       | Cuatro personas                     | Pit bull                                            | Comunidad de Madrid — Un pitbull ataca a cuatro personas en Colmenarejo, Madrid |
| 30/12/2017 | 3, Mujer                            | Pit bull                                            | Andalucía — En Sevilla, una niña de tres años de edad sufrió varias heridas de carácter leve, tras ser atacada con un pitbull. |
| 28/12/2017 | 3, Varón                            | American Staffordshire Terrier (2) Bull terrier (8) | Comunidad de Madrid — Un niño sufrió un ataque en El Molar, Madrid y padeció varias dentelladas y mordeduras de varios de los ocho Bull Terrier y dos American Staffordshire Terrier que tenía su familia.                                                                               |
| 29/11/2017 | 40, Mujer                           | Pit bull                                            | Canarias — Fallece una mujer de 40 años en La Palma tras sufrir el ataque de un perro. |
| 6/11/2017  | María Dolores Álvarez, 82, Mujer    | Perros (2)                                          | Galicia — Una anciana de 82 años perdió las dos piernas después de ser atacada por dos perros en Pontevedra. |
| 18/04/2017 | 40, Mujer                           | Presa canario                                       | Comunidad de Madrid, El Molar— Hallado el cadáver de una mujer en su chalé de El Molar, atacada por un presa canario. |
| 26/02/2017 | 67, Varón                           | Perros (Jauría)                                     | Castilla y León — Hallado muerto un hombre de 67 años, con mordeduras de perro en su cuerpo en Salamanca. |
| 21/02/2017 | 66, Varón                           | Pit bull x Bull terrier (5)                         | Comunidad Valenciana — Muere un hombre de 66 años en la localidad alicantina de Beniarbeig atacado por cinco perros de raza peligrosa. |
| 18/06/2016 | José Antonio, 4, Varón              | Perro guardián                                      | Andalucía, Jaén — Fallece un niño de cuatro años atacado por un perro. |
| 14/05/2016 | 70, Varón                           | Pit bull                                            | Región de Murcia — Un hombre de 70 años fallece tras ser atacado por su perro, de raza pitbull terrier, en su vivienda de Beniaján. |
| 21/06/2016 | 66, Varón                           | Pitbull y Bull Terrier (5)                          | Alicante, Beniarbeig — Los perros de sus vecinos lo mataron. |
| 2/7/2011   | 1, Varón                            | Perro grande                                        | Layos — Un bebe de 14 meses muere en la localidad toledana de Layos a consecuencia de las graves lesiones producidas por las mordeduras de un perro de gran tamaño (sin especificar raza).                                                                                               |
| 01/01/2011 | 45, Mujer                           | Rottweiler                                          | Huelva — Hallado el cadáver de una vecina de Villanueva de las Cruces, atacada por dos perros de su propiedad. |
| 19/11/2010 | 55, Varón                           | Rottweiler, Rottweiler x Pit bull                   | Córdoba, Carcabuey — Un hombre de 55 años fallece y su hijo de 29 resulta herido grave tras ser atacados por dos perros. |
| 23/10/2010 | 55 y 60, Varón y Mujer              | Perros (20)                                         | Barcelona, Mataró, La Llàntia — Hallados los cuerpos sin vida de dos indigentes, un hombre y una mujer, de unos sesenta años de edad, en unos huertos situados en el barrio. Se confirmó que la muerte se produjo por el ataque de algunos de los 20 perros que convivían con la pareja. |
| 7/06/2010  | 3, Varón                            | Pit bull                                            | Santa Cruz de Tenerife — Un niño de 3 años fallece a causa de las mordeduras de un perro. |
| 15/05/2010 | 2, Varón                            | Pit bull                                            | Pontevedra, Pazos de Borbén — Muere un niño de dos años tras ser atacado por un perro, propiedad de un familiar del menor. |
| 6/6/2005   | Paula MP, 2, Mujer                  | Akita Inu                                           | Barcelona, Sitges — El perro atacó a la niña y le infligió heridas graves en la cabeza y el cuello. |
| 13/08/2004 | Rosana Mercadal Ramírez, 4, Mujer   | Perros grande (2)                                   | Mallorca, Llucmajor — Primero un perro la atacó y le hirió la cabeza. El segundo perro también atacó. Los perros son descritos como ca de bestiar y bóxer x pastor belgao ca de Bou x pastor blanco. Hay un reportaje periodístico con una foto de los perros en cuarentena.             |
| 18/11/2003 | Juan Miguel Morena Jurado, 1, Varón | Dogo alemán                                         | Ciudad Real, Calzada de Calatrava — El niño estaba jugando con una pelota cuando el perro de la familia le atacó. |
| 18/03/2000 | Emma Hanna, 1, Mujer                | Stafford                                            | Granada, Santa Lucía de Tirajana — Murió una niña alemana de 20 meses. |
| 29/01/1999 | Francisco Vega, 4, Varón            | Dogo Argentino                                      | Islas Baleares, Mallorca, Ca'n Picafort — El perro macho de 2 años llamado Copi escapó del hijo del dueño del perro. Al hijo no se le permitió pasear a los dos perros de la familia. El perro suelto perpetró entonces el ataque mortal al niño.                                        |
| 1999       | Beatriz P. M., 3, Mujer             | Rottweiler                                          | Valencia, San Antonio de Benageber, Las Colinas — El perro de la familia atacó a la niña. |
| 3/09/1998  | Lidia Juana G.B., 53, Mujer         | Pit bull                                            | Gran Canaria, Las Palmas — Fue atacada por un perro y murió a causa de sus graves heridas. |
| 4/06/1998  | María Bermúdez Vázquez, 60, Mujer   | Pit bull (2)                                        | Jaén, Siles — Dos perros mataron a la mujer cuando paseaba por una granja de la localidad de Benatae, donde trabajaba como pastora. |
| 9/10/1995  | Eliseo M., 66, Varón                | Staffordshire Bull Terrier (2)                      | Burgos, Cogollos — Un hombre fue atacado y asesinado por dos perros. |
| 6/9/1995   | Sandra R. V., 13, Mujer             | Dóberman                                            | Lérida, Cervera — Su perro la atacó inesperadamente cuando jugaba con otros dos niños en el garaje de su casa. La niña presentaba heridas graves en la yugular. |
| 9/1/1993   | Sergio Latasa, 6, Varón             | Bóxer                                               | Navarra, Arazuri — Un niño fue atacado por un perro y murió. |
| 04/1992    | Marta R. C., 2, Mujer               | Dóberman                                            | Tarragona, Tortosa — La niña murió a consecuencia de las mordeduras de perro. |
| 23/10/1991 | Daniel Rogel Fernández, <1, Varón   | Perdiguero                                          | Barceona, Masia Espinós de Gavá — Un bebé de 20 días muere a causa de las mordeduras de un perro. |

## Ataques en México
En Toluca de Lerdo se han registrado en tan solo tres años, 295 ataques de perros a personas. En 2022, 5.665 personas fueron atacadas por perros. Los números provienen del Boletín Epidemiológico Sistema Nacional de Vigilancia Epidemiológica.